# Melanozosteria circumducta
Melanozosteria circumducta är en kackerlacksart som först beskrevs av Walker, F. 1868.  Melanozosteria circumducta ingår i släktet Melanozosteria och familjen storkackerlackor. Inga underarter finns listade i Catalogue of Life.